# Haslet
Haslet – miasto w Stanach Zjednoczonych, w stanie Teksas, w hrabstwie Denton.